# Ehrharta
Ehrharta es un género de plantas herbáceas perteneciente a la familia de las poáceas. Es originario de África del sur y regiones tropicales, islas Mascareñas, Nueva Zelanda, Filipinas, Java a Australasia.

## Descripción
Son plantas perennes. Espiguillas con 3 flores; las 2 inferiores reducidas a la lema; la superior hermafrodita, no articulada con la raquilla, desprendiéndose juntas en la madurez. Glumas casi tan largas como las flores, subiguales, con 7 nervios. Lema coriácea, mútica. Pálea uninervada, aquillada, membranosa. Androceo con 6 estambres. Cariopsis con embrión de 1/3 de su longitud.

## Taxonomía
El género fue descrito por Carl Peter Thunberg y publicado en Kongl. Vetenskaps Academiens Handlingar 40: 217, pl. 8. 1779. La especie tipo es: Ehrharta capensis Thunb.
Etimología
El nombre del género fue otorgado en honor de Jakob Friedrich Ehrhart, un botánico suizo.
Citología
El número cromosómico básico del género es x = 10 (1 / 2), con números cromosómicos somáticos de 2n = 24 y 48, ya que hay especies diploides y una serie poliploide.

## Especies
- Ehrharta abyssinica Hochst.
- Ehrharta acuminata (R. Br.) Spreng.
- Ehrharta adscendens Schrad.
- Ehrharta aemula Schrad.
- Ehrharta aphylla Schrad.
- Ehrharta aristata Thunb.
- Ehrharta auriculata Steud.
- Ehrharta avenacea Willd. ex Schult. & Schult. f.
- Ehrharta banksii Gmel.
- Ehrharta barbinodis Nees ex Trin.
- Ehrharta brachylemma Pilg.
- Ehrharta brevifolia Schrad.
- Ehrharta bulbosa Sm.
- Ehrharta calycina Sm.
- Ehrharta capensis Thunb.
- Ehrharta cartilaginea Sm.
- Ehrharta caudata A. Gray
- Ehrharta colensoi Hook. f.
- Ehrharta contexta F. Muell.
- Ehrharta deflexa Pignatti
- Ehrharta delicatula Stapf
- Ehrharta diarrhena F. Muell.
- Ehrharta diffusa Mez
- Ehrharta digyna Thunb.
- Ehrharta diplax F. Muell.
- Ehrharta distichophylla Labill.
- Ehrharta dodii Stapf
- Ehrharta drummondiana (Nees) Steud.
- Ehrharta dura Nees ex Trin.
- Ehrharta eburnea Gibbs.-Russ.
- Ehrharta eckloniana Schrad. ex Schult. & Schult. f.
- Ehrharta erecta Lam.
- Ehrharta festucacea Willd.
- Ehrharta filiformis (Nees) Mez
- Ehrharta geniculata (Thunb.) Thunb.
- Ehrharta gigantea (Thunb.) Thunb.
- Ehrharta godefroyi C. Cordem.
- Ehrharta hispida P. Beauv. ex Steud.
- Ehrharta juncea (R. Br.) Spreng.
- Ehrharta laevis (R. Br.) Spreng.
- Ehrharta laxiflora Schrad.
- Ehrharta longiflora Sm.
- Ehrharta longifolia Schrad.
- Ehrharta longigluma C.E. Hubb.
- Ehrharta longiseta Schrad.
- Ehrharta microlaena Nees ex Trin.
- Ehrharta mnemateia L. f.
- Ehrharta nutans Lam.
- Ehrharta oreophila (D.I. Morris) L.P.M. Willemse
- Ehrharta ottonis Kunth ex Nees
- Ehrharta ovata Nees
- Ehrharta panicea Sm.
- Ehrharta paniciformis Nees ex Trin.
- Ehrharta penicillata C. Cordem.
- Ehrharta pilosa Willd. ex Steud.
- Ehrharta punicea J.F. Gmel.
- Ehrharta pusilla Nees ex Trin.
- Ehrharta ramosa (Thunb.) Thunb.
- Ehrharta rehmannii Stapf
- Ehrharta rupestris Nees ex Trin.
- Ehrharta schlechteri Rendle
- Ehrharta setacea Nees
- Ehrharta stipoides Labill.
- Ehrharta stricta Nees ex Trin.
- Ehrharta subspicata Stapf
- Ehrharta tasmanica (Hook. f.) L.P.M. Willemse
- Ehrharta tenacissima (Nees) Steud.
- Ehrharta tenella Spreng.
- Ehrharta thomsonii Petrie
- Ehrharta thunbergii Gibbs.-Russ.
- Ehrharta triandra Nees ex Trin.
- Ehrharta tricostata Stapf
- Ehrharta trochera Schrad.
- Ehrharta undulata Nees ex Trin.
- Ehrharta uniflora Burch. ex Stapf
- Ehrharta uniglumis F. Muell.
- Ehrharta urvilleana Kunth
- Ehrharta varicosa Nees ex Trin.
- Ehrharta versicolor Schrad.
- Ehrharta villosa Schult. & Schult. f.
- Ehrharta virgata Launert[4][5]